# Венеційська антиква
Венеційська анти́ква — це перша друкарська антиква, що використовувалася в другій половині XV століття в Італії.
Її походження пов'язано з двома не схожими один на одного шрифтами різних епох. Заголовкові літери (Маюскули) — основані на римському капітальному письмі (колона Траяна, II ст. н. е.); рядкові літери (Мінускули) — набагато молодші і походять від каролінського мінускула (VII ст. н. е.)
Цей тип шрифту відрізняється малоконтрастністю, тобто різниця товщин основних та додаткових штрихів незначна. Крім цього, виділяються загнуті зарубки на вертикальних штрихах. У деяких шрифтах цього класу вершини літер «А» та «М» мають двосторонні зарубки, що не є характерним для більшості інших шрифтів. Інша особливість венеційської антикви — рядкова літера «е». У цієї літери середній штрих нахилений, на відміну від інших антиквенних шрифтів, де він завжди горизонтальний. Шрифти цієї групи зберігають виразні ознаки рукописного походження, такі як нахилені ліворуч осі округлих літер.
Найвідоміші шрифти цього типу: Jenson.